# André Minguy
André Minguy est un écrivain Sourd, célèbre dans la communauté sourde et dans la recherche sur la culture sourde, en particulier pour son ouvrage sur le réveil Sourd en France,. Il est également enseignant en menuiserie auprès de jeunes adolescents sourds  et formateur en langue des signes, en Bretagne, près de Rennes.

## Publications
- L’Oiseau: une histoire en langue des signes française, EHESS, 1981 (lire en ligne)
- Le Réveil Sourd en France : pour une perspective bilingue, Éditions L'Harmattan, 2009, 330 p. (ISBN 978-2-296-07898-7, lire en ligne)
- Lire = vivre libre : libre de savoir et de comprendre..., lire les illustrations, lire le récit écrit, visionner les signes, c'est lire ce qui est dit, André Minguy, 2014, 86 p. (ISBN 9782746672390, lire en ligne)
- Là où l’œil me mène, Paris, Books on Demand, 2023, 306 p. (ISBN 978-2-322-50223-3, lire en ligne)